# Cromlech

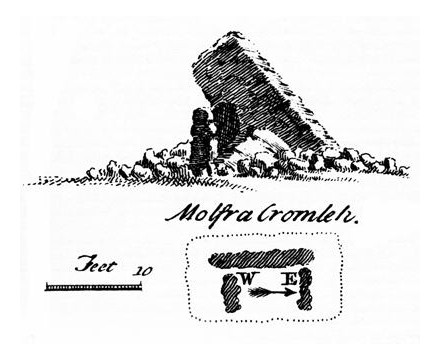
Mulfra Cromlech (Zeichnung von William Borlase 1769)

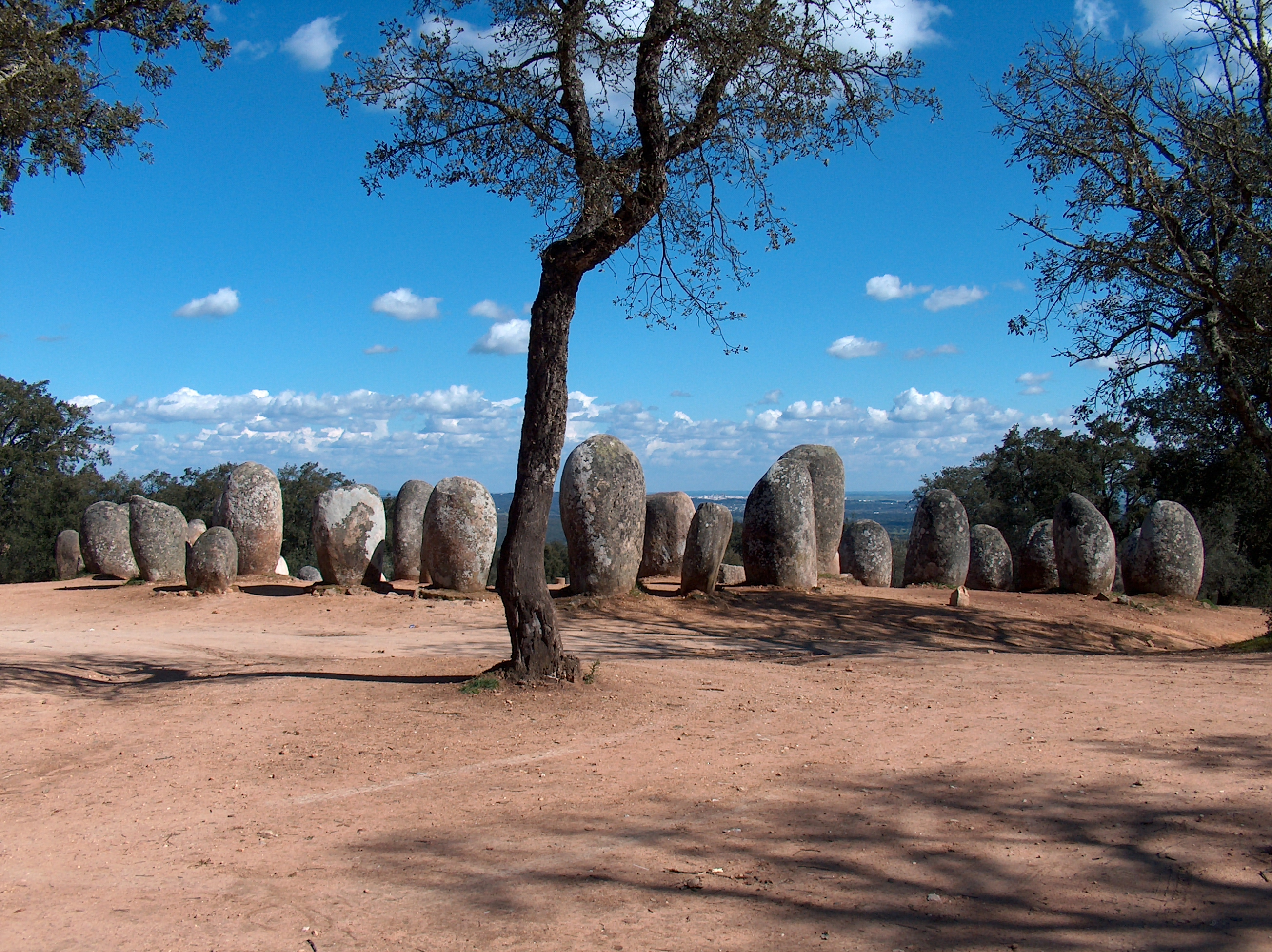
Cromlech von Almendres, Portugal

Ein Cromlech (veraltet Cromleh, bretonisch Cromlec’h, irisch Leacht) ist eine Bezeichnung für verschiedene Arten von Megalithbauwerken. Die Bezeichnung fand Verwendung für Anlagen in Irland, Großbritannien, Frankreich, Portugal und Spanien (Cromlechs von Errenga). In der wissenschaftlichen Literatur wird sie nur noch selten verwendet.

## Wortbedeutung
Cromlech hat mehrere Bedeutungen:
1. Jede Art eines prähistorischen aufgerichteten unbearbeiteten Steins[1]
2. Steinkreis[2]
3. Dolmen[3]
4. ein Megalithgrab[4]

Welche Bedeutung das Wort besitzt, ist also von der Region und Zeitpunkt der Publikation abhängig.

## Wortherkunft
Das Wort Cromlech stammt aus dem Walisischen und setzt sich zusammen aus den Wörtern Crom und Llech. Crom (crwm) bedeutet krumm, gebogen, konkav und Llech ist die Bezeichnung für einen flachen, glatten Stein.
H. Martin nahm an, dass der Cromlech ein Symbol des irischen Gottes „Crom“ sei und den kosmischen Zirkel sowie die Schlange der Unendlichkeit und Ewigkeit (Ourobouros) symbolisiere.

## Wortgebrauch
Die älteste bekannte Verwendung des Wortes erfolgte 1588 bei der Übersetzung der Bibel ins Walisische durch William Morgan, dem Bischof von Llandaff und St Asaph. Als Bezeichnung für ein prähistorisches Grabmal in Form eines Dolmens wurde es erstmals 1650 von Reverend John Griffith aus Llanddyfnan gebraucht, der damit mehrere senkrecht stehende Monolithe beschrieb, die einen waagrecht aufliegenden Deckstein trugen. Henry Rowlands verwendete den Begriff in seiner vielgelesenen "Mona Antiqua Restaurata" (Dublin 1723), ohne jedoch eine genaue Definition zu geben. 1769 bezeichnete William Borlase in seiner Abhandlung über Megalithanlagen in Cornwall alle Portalgräber der Gegend als Cromlechs. Bald wurden auf den britischen Inseln auch Monumente wie Stonehenge als Cromlech bezeichnet. William Cotton verwendete den Begriff für Steinkisten. Die Bezeichnung wurde auf den britischen Inseln auch für die Steinkränze von Hügelgräbern verwendet, wenn diese annähernd kreisförmig sind. Aufgrund dieser inhaltlichen Unschärfe ist Cromlech als Fachausdruck nicht mehr in Gebrauch und wird heute nur noch als Eigenname verwendet. In neuerer Zeit verwendete lediglich Aubrey Burl den Ausdruck Cromlech als Synonym für Steinkreis.
In Frankreich wurde das Wort Cromlech aus dem Englischen übernommen und ist seit dem 18. Jahrhundert in Gebrauch. Alexandre Bertrand verwendete es als Synonym für Dolmen. Später wurden vor allem kreisförmige Anordnungen von Steinen so bezeichnet. 1865 bezeichnete Gabriel de Mortillet die Steinsetzungen der Golasecca-Kultur von Sesto Calende in Italien als Cromlechs oder enceintes de grosses pierres brutes. Er beschränkte den Begriff also nicht auf runde oder neolithische Befunde. Nach Gabriel de Mortillet handelt es sich bei den meisten Cromlechs um Grabeinfassungen. Paul Cazalis de Fondouce nennt jedoch auch Cromlechs, die Dolmen umgeben.